# Georgian Journal
«Georgian Journal» — грузинський інтернет-тижневик зі штаб-квартирою в Тбілісі, що публікується видавництвом «Palitra Media House», найбільшим незалежним видавничим домом у Грузії. Є однією з небагатьох інтернет-газет у Грузії, що друкуються повністю англійською мовою. Власником газети є «Kviris Palitra Publishers».